# Phalaenopsis 'Ambotrana'
Phalaenopsis 'Ambotrana' est un cultivar d'orchidées hybride du genre Phalaenopsis.

## Parenté
Phal. 'Ambotrana' = Phalaenopsis sumatrana × Phalaenopsis amboinensis.